# مایکل فیشمن
مایکل فیشمن (انگلیسی: Michael Fishman؛ زادهٔ ۲۲ اکتبر ۱۹۸۱) یک هنرپیشه اهل ایالات متحده آمریکا است.